# La Razón
La Razón är en spansk dagstidning baserad i Madrid. Tidningen grundades 1998 av Luis María Anson och tillhör Grupo Planeta. Tidningens politiska linje är konservativ. Den kännetecknas av sina stora tryckta omslag som ibland täcker första sidan med en enda nyhet. Förutom huvudstaden har den fem lokala utgåvor i Katalonien, Andalusien, Murcia, Valencia och Kastilien och León.

## Spridning
Enligt uppgifter från tiden före pandemien var tidningen den fjärde mest sålda tidningen i Madrid efter El País, El Mundo och ABC ; och enligt uppgifter från 2010 den fjärde mest sålda i Spanien som helhet.